# Back the Way We Came: Vol. 1 (2011–2021)
Back the Way We Came: Vol. 1 (2011–2021) es el primer álbum de grandes éxitos de la banda de rock británico Noel Gallagher's High Flying Birds, fue lanzado el 11 de junio de 2021 mediante Sour Mash. El álbum fue comisariado y compilado por Noel Gallagher.
La versión estándar de 2 CD del álbum incluye pistas de los primeros tres álbumes de la banda, Noel Gallagher's High Flying Birds (2011), Chasing Yesterday (2015) y Who Built the Moon? (2017) y los tres EP Black Star Dancing (2019), This Is the Place (2019) y Blue Moon Rising (2020), además de dos temas inéditos, "We're on Our Way Now" y "Flying on the Ground ", el primero de los cuales fue lanzado como sencillo el mismo día que el anuncio del álbum, el 29 de abril de 2021.

## Lista de canciones
Disco uno

Todas las canciones escritas y compuestas por Noel Gallagher. 
| N.º | Título                      | Duración |  |
| 1.  | «Everybody's on the Run»    | 5:31     |  |
| 2.  | «The Death of You and Me»   | 3:28     |  |
| 3.  | «AKA... What a Life!»       | 4:23     |  |
| 4.  | «If I Had a Gun...»         | 4:09     |  |
| 5.  | «In the Heat of the Moment» | 3:30     |  |
| 6.  | «Riverman»                  | 5:43     |  |
| 7.  | «Lock All the Doors»        | 3:42     |  |
| 8.  | «The Dying of the Light»    | 5:07     |  |
| 9.  | «Ballad of the Mighty I»    | 5:09     |  |
| 10. | «We're on Our Way Now»      | 4:07     |  |

Disco dos

| N.º | Título                                                | Duración |  |
| 1.  | «Black Star Dancing»                                  | 4:22     |  |
| 2.  | «Holy Mountain»                                       | 3:56     |  |
| 3.  | «A Dream Is All I Need to Get By»                     | 4:08     |  |
| 4.  | «This Is the Place»                                   | 4:17     |  |
| 5.  | «It's a Beautiful World»                              | 5:19     |  |
| 6.  | «Blue Moon Rising»                                    | 3:44     |  |
| 7.  | «Dead in the Water (Live at RTÉ 2FM Studios, Dublin)» | 5:21     |  |
| 8.  | «Flying on the Ground»                                | 3:13     |  |

Edición de lujo (Bonus disco)

| N.º | Título                                          | Duración |  |
| 1.  | «It's a Beautiful World (Instrumental)»         | 5:23     |  |
| 2.  | «If I Had a Gun... (versión acústica)»          | 4:07     |  |
| 3.  | «Black Star Dancing (Skeleton Key Remix)»       | 4:14     |  |
| 4.  | «Black Star Dancing (12" Mix Instrumental)»     | 4:38     |  |
| 5.  | «The Man Who Built the Moon (versión acústica)» | 4:31     |  |
| 6.  | «International Magic (Demo)»                    | 5:17     |  |
| 7.  | «Blue Moon Rising (Sons of the Desert Remix)»   | 7:05     |  |
| 8.  | «The Dying of the Light (versión acústica)»     | 5:13     |  |
| 9.  | «This Is the Place (Skeleton Key Remix)»        | 3:05     |  |
| 10. | «This Is the Place (Instrumental)»              | 4:17     |  |
| 11. | «Black Star Dancing (The Reflex Revision)»      | 10:06    |  |
| 12. | «Be Careful What You Wish For (Instrumental)»   | 5:41     |  |

## Posicionamiento en lista
| Lista (2021)                        | Posiciones |
| ----------------------------------- | ---------- |
| Australian Albums (ARIA)            | 51         |
| Austria (Ö3 Austria)                | 19         |
| Bélgica (Ultratop flamenca)         | 49         |
| Bélgica (Ultratop valona)           | 47         |
| Países Bajos (Album Top 100)        | 32         |
| Francia (SNEP)                      | 164        |
| Alemania (Offizielle Top 100)       | 12         |
| Irlanda (OCC)                       | 2          |
| Italian Albums (FIMI)               | 48         |
| Japan Hot Albums (Billboard Japan)  | 24         |
| Escocia (Scottish Albums Chart)     | 1          |
| España (PROMUSICAE)                 | 61         |
| Suiza (Schweizer Hitparade)         | 14         |
| Reino Unido (UK Albums Chart)       | 1          |
| Reino Unido (UK Independent Albums) | 1          |